# Агар, Чарльз, 1-й граф Нормантон
Чарльз Агар, 1-й граф Нормантон (англ. Charles Agar, 1st Earl of Normanton; 22 декабря 1736 — 14 июля 1809) — англо-ирландский священнослужитель Ирландской церкви. Декан Килмора, епископ Клойна, архиепископ Кашела и архиепископ Дублина с 1801 по 1809 год.

## Происхождение и образование
Родился 22 декабря 1736 года. Третий сын ирландского политика Генри Агара (1707—1746) из Гоурана в графстве Килкенни и его жены Энн Эллис (? — 1761), дочери преосвященного Уэлбора Эллиса, епископа Мита.
Чарльз Агар получил образование в Вестминстерской школе и в колледже Крайст-Черч в Оксфорде, куда он поступил в мае 1755 года в возрасте 18 лет. Он получил степень бакалавра в 1759 году, а в 1762 году получил степень магистра. 31 декабря 1765 года он получил степень доктора гражданского права.

## Карьера
Чарльз Агар служил деканом Килмора с 1765 по 1768 год, а затем епископом Клойна с 1768 по 1779 год.
В 1779 году он был назначен архиепископом Кашела, а также вступил в Тайный совет Ирландии.
В 1794 году Чарльз Агар получил звание пэра Ирландии как барон Сомертон из Сомертона (графство Килкенни). В 1801 году он был переведен на должность архиепископа Дублина и получил титул виконта Сомертона. В 1806 году он был удостоен титула графа Нормантона в графстве Килкенни. Все эти титулы принадлежали к системе Пэрства Ирландии. Он оставался архиепископом Дублина до своей смерти в 1809 году, и с начала 1801 года заседал в Палате лордов в качестве одного из двадцати восьми первоначальных ирландских пэров-представителей, следуя Актам об унии 1800 года, которые объединили Ирландию и Великобритания.

## Личная жизнь
22 ноября 1776 года Чарльз Агар женился на Джейн Бенсон (1752 — 25 октября 1826), дочери Уильяма Бенсона из Даунпатрика, графство Даун. У супругов было четверо детей:
- Леди Фрэнсис Энн Агар (1777 — 20 мая 1839), в 1798 году она вышла замуж за Томаса Ральфа Мода, 2-го виконта Хавардена (1767—1807).
- Уэлбор Эллис Агар, 2-й граф Нормантон (12 ноября 1778 — 26 августа 1868), старший сын и преемник отца.
- Достопочтенный Джордж Чарльз Агар (1 августа 1780 — 24 января 1856)
- Преподобный Достопочтенный Джеймс Агар (10 июля 1781 — 6 сентября 1866).

Архиепископ Нормантон умер в июле 1809 года в возрасте 72 лет, и его светские титулы унаследовал его старший сын Уэлбор Эллис Агар. Он похоронен в северном трансепте Вестминстерского аббатства. Его вдова Джейн, графиня Нормантон, была похоронена рядом с ним после её смерти в 1826 году.